# Sceloenopla stainesorum
Sceloenopla stainesorum es una especie de insecto coleóptero de la familia Chrysomelidae. Fue descrita científicamente en 1999 por Santiago-Blay & Craig.